# Uri Geller
Uri Geller (hebreiska: אורי גלר), född 20 december 1946 i Tel Aviv i dåvarande Brittiska Palestinamandatet, är en israelisk magiker av ungerskt och österrikiskt ursprung, bosatt i Storbritannien. Geller är känd för sina påstådda mentala krafter och för framträdanden där han böjer skedar eller på andra sätt menar sig visa att övernaturliga krafter existerar. Genom åren har han dock anklagats för att ha använt enkla trollerikonster för att uppnå effekter som ligger inom områdena av psykokinesi och telepati. 
Gellers karriär som underhållare har sträckt sig i nästan fyra årtionden med TV-shower och framträdanden över hela världen. Geller brukade kalla sin förmåga "övernaturlig", men föredrar nu att beskriva sig som en "magiker" och underhållare.

## Privatliv
Geller bor i Sonning-on-Thames i Berkshire i Storbritannien. Han säger sig ha varit vegetarian sedan 1976 men äter fisk. Geller är trespråkig och talar engelska, hebreiska och ungerska. I ett framträdande på Esther Rantzens tv-talkshow 1996 hävdade Geller att han har lidit av anorexia nervosa i flera år. Geller har skrivit 16 skönlitterära och facklitterära böcker.
Geller äger en Cadillac från 1976 prydd med tusentals bitar av böjda bestick som han har fått av kändisar eller som på annat sätt betyder mycket för honom, bland annat skedar som tillhört John Lennon och Spice Girls, samt bestick som sådana som Winston Churchill och John F. Kennedy antagligen åt med.
Gellers vän Michael Jackson var bröllopsmarskalk när Geller förnyade sina äktenskapslöften år 2001. Geller påstod också på BBC Radio 5 Live i en intervju med Nicky Campbell morgonen efter Jacksons död 2009 att Jackson hade gått med på att låta Geller hypnotisera honom för att hjälpa honom med ett problem. Geller sade att han gjorde något "mycket oetiskt" genom att fråga honom om han någonsin hade "rört ett barn på ett olämpligt sätt". Geller säger att Jackson omedelbart förnekade det under hypnos.[källa behövs]

## Påståenden om paranormala förmågor
Geller har påstått att hans bedrifter är resultatet av paranormala förmågor som han fått av utomjordingar, men kritiker som James Randi hävdade och demonstrerade också hur Gellers resultat kunde fås med hjälp av en illusionists enkla trick.

### Vetenskapliga tester
Gellers uppvisningar där han kopierar teckningar och böjer bestick äger vanligtvis rum under informella former, såsom till exempel tv-intervjuer. Under sin tidiga karriär på 1970-talet lät han några forskare undersöka hans påstådda paranormala förmågor. En studie gjord vid Stanford Research Institute (numera känt som SRI International) av forskarna Harold E. Puthoff och Russell Targ drog slutsatsen att Geller, trots att han inte kunde åstadkomma något "fenomen på beställning" hade presterat bra nog för att berättiga vidare seriösa studier. Termen "Geller-effekten" myntades för att beteckna den typ av förmågor de ansåg hade demonstrerats.

## Kontroversiella framträdanden
Under en inspelning av hans eget TV-program är det tänkt att han ska sätta en kompass i rörelse enbart med tankekraft men kritiker menar att det går att observera hur Geller fäster en magnet på sin tumme för att på så sätt få kompassen i rörelse. Då Geller påstår sig ha genuina mediala förmågor istället för att kalla sig illusionist kan det ses som bedrägeri.[källa behövs]

## Rättstvister
Geller har stämt och hotat att stämma olika personer som påstått att han var en bluffmakare. Inga av dessa stämningsförsök har varit framgångsrika, ej heller de stämningar han på senare år inlett[källa behövs] mot Nintendo och Ikea med anledning av att de salufört produkter Geller ansett parodiera honom själv.